# Skagern
El Skagern es un lago sueco ubicado en el Parque nacional Tiveden, entre Värmland, Närke y Västergötland, o el lago Vänern y Vättern.
El lago se encuentra a 68 metros sobre el nivel del mar y a 25 metros sobre el lago Vänern. Su superficie es de 132 kilómetros cuadrados, de los cuales 69 están en Västergötland, 39 en Värmland y 23 en el Condado de Örebro. El Skagern es el décimo noveno lago más grande de Suecia. Él tiene de norte a sur es unos 21 km de longitud, y un ancho que es de aproximadamente ± 10 km.